# 冈泰斯公馆
冈泰斯公馆（Hôtel de Gantès）是普罗旺斯地区艾克斯的一座历史建筑，位于米拉波大道.53-2号。它建于1660年，原为私人俱乐部，直到1789年法国大革命，两位贵族会员被革命者处死（一人被斩首，另一人绞刑）。自1840年代起，这里开设了世界著名的双侍者咖啡馆（Les Deux Garçons），是艺术家、作家和社会名流消磨时光的去处。

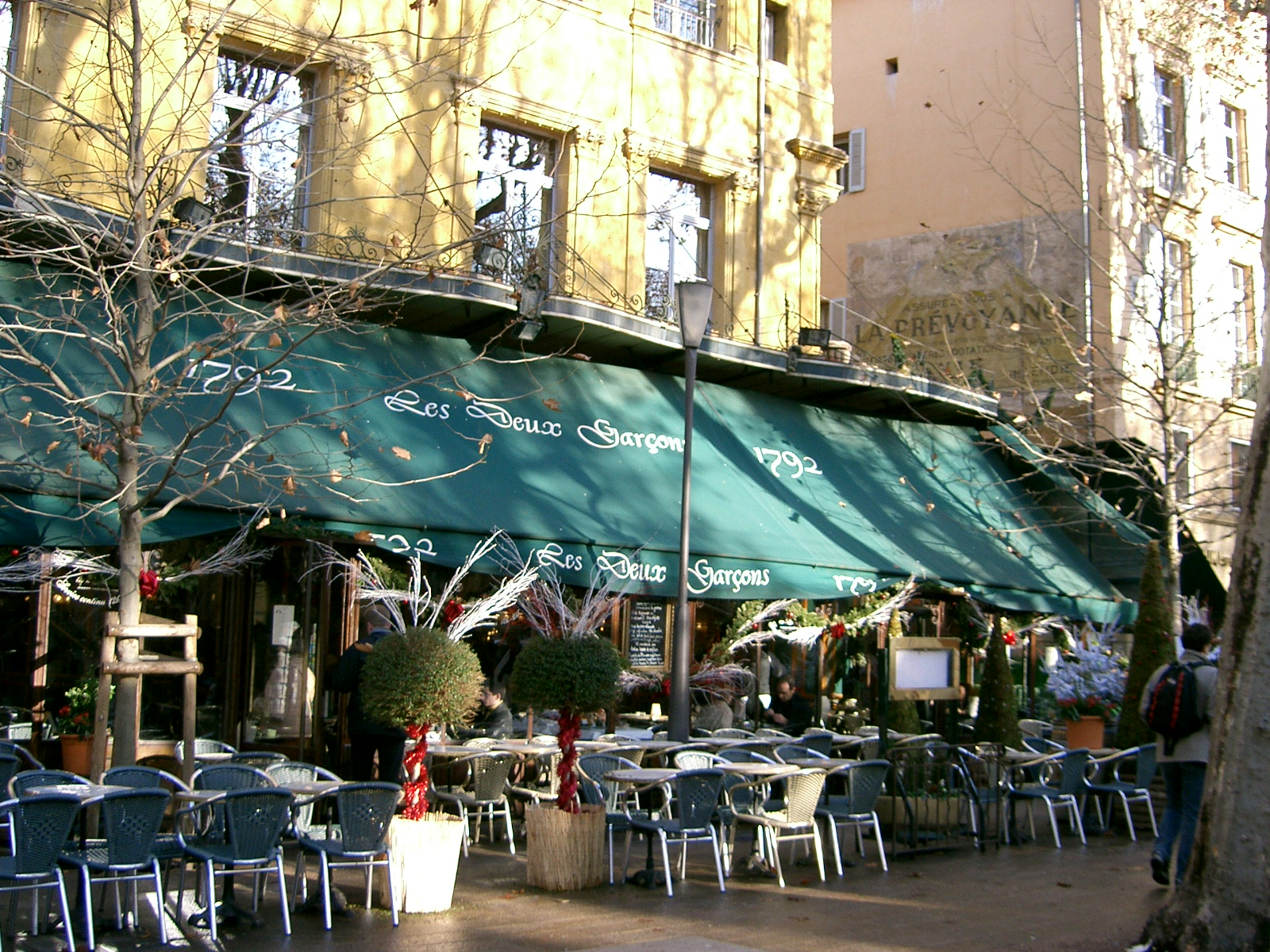
双侍者咖啡馆

## 历史
根据历史学家安布鲁瓦斯·鲁-阿尔费朗（Ambroise Roux-Alphéran，1776–1858）所说，在17世纪上半叶，安托万·格罗（Antoine Gros）拥有一个古老的谷仓改建的府邸，装饰着白马。1660年，普罗旺斯地区艾克斯高等法院总检察官弗朗索瓦·德·冈泰斯（François de Gantès，1596-1679）购买，并委托其建造了这栋府邸。1716年，他的孙子路易·亨利·德·冈泰斯将其出售给了福克斯昂富侯爵马克-安托万·达尔贝·迪谢纳（Marc-Antoine d'Albert Duchaine），于1742年又出售给了若贝尔（Jaubert）先生。
1750年，吉翁（Guion）先生买下了它，在底楼开设了一个私人会员俱乐部，名为“吉翁圈”（Cercle de Guion）。该俱乐部同情贵族，保皇党和所谓的反革命思想。 会员包括让-约瑟夫·皮埃尔·帕斯卡利（Jean-Joseph-Pierre Pascalis，1732-1790）和安德烈-雷蒙·德·吉拉芒（André-Raymond de Guiramand，1714-1790），他们都是在法国大革命期间期间被谋杀（一个被斩首；另一个被绞死） 。俱乐部于1790年12月关闭。 。
1792年，一个名为朱利安（Café Julien）的咖啡厅取代了它； 1823年，又被介朗（Guérin）先生收购。
到1840年，两个人购买了这家咖啡馆，更名为双侍者咖啡馆（Les Deux Garçons）。 至今仍在那儿。 多年来，许多名人都曾来此光顾。
楼上的房间改为酒店，共有11个房间和套房。
1984年，该建筑列为法国历史遗迹。